# Ptolemeusz VII Neos Filopator
Ptolemeusz VII (gr. basileus Ptolemaios VII Theos Neos Philopator – król Ptolemeusz Młody Bóg Miłujący Ojca) (ur. ok. 160 p.n.e., zm. 144 p.n.e.) – drugi syn i następca Ptolemeusza VI i Kleopatry II, bratem Ptolemeusza Eupatora, Kleopatry Thei i Kleopatry III. Współpanował najpewniej od śmierci ojca w 145 z matką Kleopatrą II. Według niektórych opracowań historycznych mógł oficjalnie współrządzić wraz z ojcem już od 147 p.n.e.
Jego stryj Ptolemeusz VIII Euergetes II Fyskon, który był władcą Cyrenajki, uważał go za najgroźniejszego konkurenta do tronu Egiptu; wkrótce po dowiedzeniu się o śmierci Ptolemeusza VI zajął Cypr, następnie Peluzjum i cały Egipt, odsuwając Neosa Filopatora od rzeczywistej władzy. Ptolemeusz VII został zamordowany na polecenie stryja w następnym roku, 144 p.n.e., wraz ze zwolennikami.